# Tomasz Wełnicki
Tomasz Marek Wełnicki (ur. 16 listopada 1957 we Wrocławiu, zm. 23 stycznia 2011 w Warszawie) – polski dziennikarz i polityk, poseł na Sejm III kadencji.

## Życiorys
Syn Marka i Haliny. Był absolwentem Wydziału Prawa i Administracji Uniwersytetu Warszawskiego (1982).
Pracował jako dziennikarz mediów katolickich. Był publicystą miesięcznika „Królowa Apostołów” i redaktorem tygodnika „Przegląd Katolicki”. Odbył staż w „L’Osservatore Romano”. Był wieloletnim korespondentem Radia Watykańskiego. W latach 1993–1997 wchodził w skład zarządu Katolickiej Agencji Informacyjnej. W 1990 był wśród założycieli i przez ponad rok kierował zarządem Fundacji Wspierającej Oświatę Polską za Granicą Samostanowienie. Był współzałożycielem Fundacji „Oświata Polska za granicą”, zajmującej się kolportażem prasy i książek wśród Polaków na Wschodzie. W ostatnich latach przed śmiercią pełnił funkcję doradcy zarządu Polsatu.
W latach 1997–2001 sprawował mandat posła Sejmu III kadencji. Kandydował w okręgu nr 39 (obejmującym województwo siedleckie) z ramienia Akcji Wyborczej Solidarność. Mandat uzyskał z tzw. listy krajowej. Był zastępcą przewodniczącego Komisji Kultury i Środków Przekazu, pracował także w Komisji Odpowiedzialności Konstytucyjnej. Działał w stowarzyszeniu politycznym Nowa Polska. Później należał do Ruchu Społecznego AWS. W wyborach w 2001 bez powodzenia ubiegał się o reelekcję z listy Akcji Wyborczej Solidarność Prawicy. Następnie zrezygnował z działalności politycznej.
W 2011, za wybitne zasługi dla rozwoju mediów katolickich, za osiągnięcia w pracy dziennikarskiej i publicystycznej, za działalność publiczną i społeczną, został pośmiertnie odznaczony Krzyżem Kawalerskim Orderu Odrodzenia Polski.
Pochowany na starym cmentarzu na Służewie.